# 보강 (공학)
보강(補強)은 구조물이나 시설의 낡은 것과 관계없이 그 기능을 향상 또는 확장하는 작업이다. 낡은 것을 보수하면서 보강하는 경우는 보수·보강이라 한다.

## 역학
역학에서 "보강" 빔은 좌굴 방지, 주름 방지, 원하는 성형, 강화, 수리, 강도, 기능 강화, 유용성 연장, 빔 수명 연장, 안전성 등을 제공한다. 유체 또는 강성 빔의 보강은 의료, 항공우주, 항공, 스포츠, 제본, 예술, 건축, 천연 식물 및 나무, 건설 산업, 교량 건설 등의 분야에서 사용된다. 보강을 위한 기계적 방법에는 인장 보강, 원심 보강, 브레이싱, 상부 구조 브레이싱, 하부 구조 브레이싱, 교정, 변형 강화, 응력 강화, 진동 감쇠, 팽창, 압력 증가, 건조, 냉각, 내부 강화, 외부 강화, 랩핑, 표면 처리, 또는 이들 방법과 다른 방법의 조합이 있다. 굽힘 하중이나 압축을 받는 빔은 원하는 기능, 목적 및 이점을 충족하면서 좌굴이나 붕괴를 막기 위해 보강을 유도한다.